# Bitráta
A bitráta, vagy bitarány, esetleg bitsebesség, az elterjedtebb angol terminológiával bit rate (néhány esetben Rbit) egy frekvencia, ami megadja, hogy hány bit halad át egy adott (fizikai vagy elméleti) „ponton” keresztül. Mértékegysége a hertz, ami a frekvencia SI egysége, vagy a bit per szekundum (bit/s).
Bár gyakran mint „sebességre” hivatkoznak rá, mégsem egy távolság/idő jellegű mennyiség, hanem mennyiség/idő jellegű, ezért meg kell különböztetni a „terjedési sebesség”-től (ami többnyire az átviteli közegtől függ, és fizikai jelentése van).

## Fontos
A "bit per szekundum" formális rövidítése a "bit/s" (és nem "bits/s"). Kevésbé formális környezetben gyakori rövidítés a "b/s" vagy a "bps", viszont ez gyakran okoz zavart, mert összekeverhető a "byte per szekundum"-mal ("B/s", "Bps"). Mégkevésbé formálisan, sajnos gyakran elhagyják a "per szekundum"-ot, és egyszerűen csak "egy 128 kilobites audió folyam" vagy "egy 100 megabites hálózat" szerepel a mondatban.
Ráadásul, a "bitráta" gyakran keveredik a "baud-rátá"val, amelyek csak akkor egyenértékűek, ha az adatátvitelnél az adatátviteli hordozót úgy moduláljuk, hogy a moduláció állapotváltozása csak 1 bit adatváltozást jelöl (ami már a modern modulációs eljárásoknál nem is teljesül).
A nagyobb bitrátáknál, SI prefixumként használatosak még a:
| 1 000 bit/s     | = 1 kbit/s (egy kilobit vagy ezer bit másodpercenként)        |
| 1 000 000 bit/s | = 1 Mbit/s (egy megabit vagy egymillió bit másodpercenként)   |
| 1 000 000 bit/s | = 1 Gbit/s (egy gigabit vagy egymilliárd bit másodpercenként) |

A fentiekből látható, hogy a mértékegységnek nincsen köze az informatikában szokásos 1 kilobyte = 1024 byte számítási módszerhez, valódi SI mértékegységről van szó.
A busz átviteli „sebességét” kivéve, a bináris prefixumokat csaknem mindig elhagyják (bit/s). Az ebben az értelemben való használat esetén azonban a mértékegység byte/s, ami viszont nem használatos a kommunikációs rendszerek csatornáinál (például telekommunikáció). Szükséges tehát, hogy mindig a környezetnek megfelelő egységeket használjunk, illetve nem árt pontosan meghatározni, hogy milyen értelemben is használjuk az adott mértékegységet.

## Példák, tipikus értékek
Ha egy veszteséges adattömörítő rendszert használunk, akkor az eredeti hang- vagy kép jelek közötti különbségek felismerhetők. A adattömörítésből származó veszteségek, valamint a csatorna átviteli kapacitásából származó korlátok (tömörítés, kitömörítés) hatásainak ellensúlyozására a különféle tömörítési sémák, módszerek, karakterisztikák szolgálnak, azonban a eredeti és „mesterséges” közötti különbség felismerése nagyban függ a néző vagy hallgató előzetes elvárásaitól, gyakorlatától, képességeitől.
Szakértők, zenészek és audiofilek képesek felismerni azokat a mesterséges beavatkozásokat, amelyek az átlag hallgató számára felismerhetetlenek.
A következőkben megadott bitráták közelítő minimumok, amelyek egy átlagos hallgató vagy néző számára, a hozzáférhető legjobb tömörítés használata esetén nem jelentenek érezhető különbséget.

### Hangátvitel
- 4 kbit/s – szükséges minimum a beszédfelismeréshez (speciális célú beszéd codec-ek)
- 8 kbit/s – telefon minőség
- 32 kbit/s – MW (AM) minőség
- 96 kbit/s – FM minőség
- 128 kbit/s – Általánosan „elfogadott” zenei minőség
- 256–320 kbit/s – közel audió CD minőség

### Képátvitel
- 16 kbit/s – videótelefon minőség (minimálisan szükséges az elfogadható „beszélő fej” képhez)
- 128–384 kbit/s – üzleti célú videokonferencia rendszerek minősége
- 1 Mbit/s – VHS minőség
- 5 Mbit/s – DVD minőség
- 15 Mbit/s – HDTV minőség

## Kapcsolódó információk angol nyelven

### Sávszélességkonverziók
Megengedi a kbit/s MB/óra-ra vagy GB/nap TB/hónap-ra átalakításokat is…
- webair.com
- forret.com

### Online sávszélesség-kalkulátor
- VoIP Bandwidth Calculator – Adott kodektípus és mintavételi periódus esetén meghatározza az aktuális IP és Ethernet sávszélességet.
- VoIP Bandwidth Calculation White Paper
- StreamCalculator.com